# 乌拉斯台镇
乌拉斯台乡，是中华人民共和国新疆维吾尔自治区伊犁哈萨克自治州尼勒克县下辖的一个乡镇级行政单位。

## 行政区划
乌拉斯台乡下辖以下地区：
巴彦郭勒村、托格津村、乌拉斯台村、克孜勒塔斯村、科克提烈克村、直属村和阿尔斯郎村。